# Lisle (Dordogne)
Lisle – miejscowość i gmina we Francji, w regionie Nowa Akwitania, w departamencie Dordogne.
Według danych na rok 1990 gminę zamieszkiwało 946 osób, a gęstość zaludnienia wynosiła 53 osób/km² (wśród 2290 gmin Akwitanii Lisle plasuje się na 450. miejscu pod względem liczby ludności, natomiast pod względem powierzchni na miejscu 621.).